# Ahonsaari (ö i Mellersta Österbotten)
Ahonsaari är en ö i Finland. Den ligger i sjön Venetjoen tekojärvi och i kommunen Halso i den ekonomiska regionen  Kaustby ekonomiska region  och landskapet Mellersta Österbotten, i den centrala delen av landet, 400 km norr om huvudstaden Helsingfors. Öns area är 13 hektar och dess största längd är 0,7 kilometer i sydöst-nordvästlig riktning.